# Asklepios Südpfalzkliniken
Die Asklepios Südpfalzkliniken GmbH ist ein zur Asklepios Kliniken-Gruppe gehörender Klinikverbund im Landkreis Germersheim mit den beiden Standorten Kandel und Germersheim. Der Verbund gilt als Regelversorger der Grundversorgung.
Gemäß Krankenhausplan des Landes Rheinland-Pfalz verfügen die Südpfalzkliniken über insgesamt 312 Betten (178 in Kandel, 134 in Germersheim). Die Asklepios Südpfalzkliniken GmbH hat ihren juristischen Sitz in Burglengenfeld. Anteilseigner sind mit 94 % die Asklepios Kliniken GmbH & Co. KGaA und mit 6 % die Broermann Holding GmbH. Die Asklepios Kliniken GmbH & Co. KGaA, ist unbefristet zur Verlustübernahme verpflichtet.
Der heutige Klinikverbund geht zurück auf die früheren Kreiskrankenhäuser des Landkreises Germersheim, welche nach einem Beschluss des Kreistages aus dem Jahr 1996 zum 1. August 1998 durch die Asklepios Südpfalzkliniken GmbH als Teil des Asklepios-Konzerns übernommen wurden. In Germersheim gab es seit den 1830er-Jahren das sog. Bürgerhospital, aus welchem das Städtische Krankenhaus entstand, welches 1965 durch das Kreiskrankenhaus ersetzt wurde. Das Kandeler Krankenhaus wurde 1913/1914 errichtet und diente zunächst als Lazarett, ehe es 1918 zu einem zivilen Krankenhaus wurde. 1962 entstand unter Trägerschaft des Landkreises Germersheim ein Neubau. Bis zur Übernahme durch die Asklepios-Gruppe standen beide Häuser unter der Trägerschaft des Landkreises.
In Kandel verfügt der Verbund über folgende Abteilungen:
- Allgemein- und Viszeralchirurgie
- Unfallchirurgie und Orthopädie
- Anästhesiologie, Intensiv- und Notfallmedizin, Schmerztherapie
- Gynäkologie/Ästhetische Chirurgie
- Allgemeine Innere Medizin / Stroke Unit
- Gastroenterologie
- Geriatrie
- Kardiologie / Herzkatheterlabor

Ärztlicher Direktor ist Jörg Stypmann.
In Germersheim stehen folgende Abteilungen zur Verfügung:
- Innere Medizin
- Psychosomatik
- Neurologie (NFR)
- Anästhesie
- Intensivmedizin

Ärztliche Direktorin ist Dr. med. Marcella Altherr.
2017 wurde durch die lokale Tageszeitung Die Rheinpfalz über einen „Pflegenotstand im Krankenhaus“ Kandel berichtet. So berichteten Angehörige von Patienten, dass sie selbst die Bettwäsche wechseln mussten, weil kein Personal zur Verfügung stand. Auch mussten wegen Personalmangel zeitweise Intensivplätze abgemeldet werden. 2017 wurde die Geburtshilfe in Kandel aufgrund Personalmangel geschlossen. 2019 musste auch die Germersheimer Geburtshilfe schließen, da alle Hebammen auf einmal gekündigt hatten.